# Ammiraglio di Francia
Ammiraglio di Francia è un titolo della Marina francese che dà riconoscimento a servizi militari eccezionali; è l'equivalente per la marina del titolo di maresciallo di Francia (i due riconoscimenti possono anche essere stati assegnati alla stessa persona).

## Ancien Régime

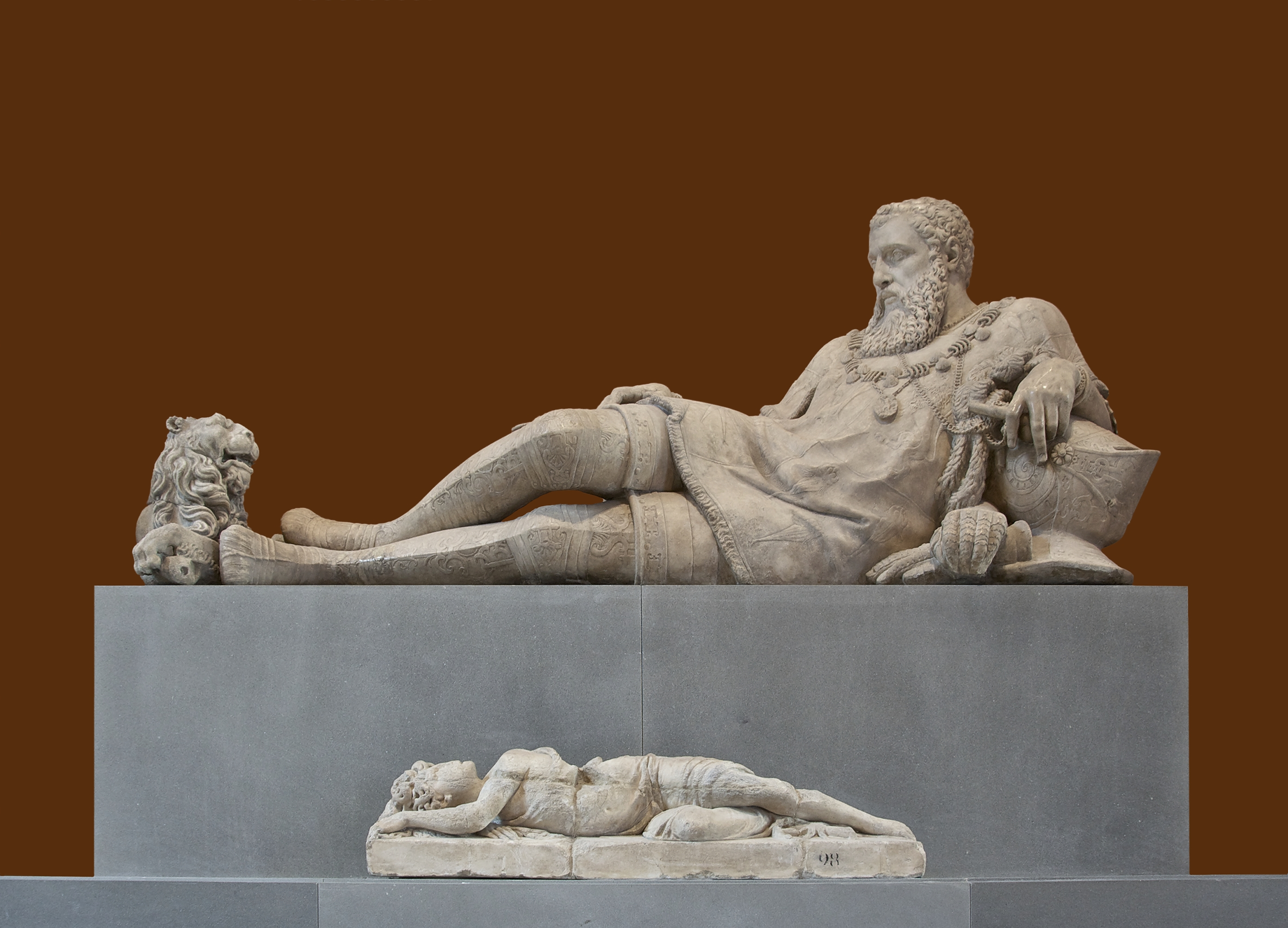
Tomba al Louvre di Philippe Chabot, conte di Brion, ammiraglio di Francia nel XVI secolo.

La carica di ammiraglio di Francia venne creata nel 1270 da Luigi IX, durante lo svolgimento dell'ottava crociata. Era allora una dignità equivalente a quella di Connestabile di Francia e di Grande Ufficiale della Corona di Francia.
Capo della flotta francese, non aveva però in realtà che poteri limitati.
L'ammiraglio di Francia aveva in carico le coste della Piccardia, della Normandia, dell'Aunis e della Saintonge. I suoi compiti si estesero poi alla Guienna e successivamente ancora alla Provenza.
In tempo di guerra egli era incaricato di radunare le navi mercantili francesi per formare una flotta. Egli doveva armare, equipaggiare e rifornire le navi per la guerra di corsa e concedere le lettere di corsa (a quei tempi l'unica forma di guerra sul mare era la guerra di corsa). In tempo di pace egli si occupava della manutenzione della flotta reale, quando esisteva, ma, soprattutto, del commercio marittimo e della flotta mercantile.
Durante l'era moderna pochi ammiragli erano stati marinai, d'altronde, ad eccezione di Claude d'Annebault, nessuno di loro aveva mai comandato una flotta. Bisogna dire che i poteri reali dell'ammiraglio erano piuttosto deboli, in parte a causa della concorrenza degli altri ammiragliati (ammiraglio per i mari del Levante, in Provenza, ammiraglio della Bretagna e l'ammiraglio dei mari di Ponente per la Guienna), del generalato delle galere poi segretario di Stato alla Marina.
La carica aveva soprattutto una valenza politica, come quella di connestabile. Tuttavia si trattava di una carica piuttosto redditizia: all'ammiraglio di Francia spettava una parte delle ammende e delle confische decretate dalle sedi di ammiragliato, dei diritti sui relitti, dei diritti di ancoraggio e di autorizzazione al trasporto, un decimo delle prede di guerra, ecc.
Aveva inoltre un potere giuridico paragonabile a quello dei connestabili e dei marescialli di Francia: si trattava della giurisdizione della cosiddetta Table de marbre, sede dell'ammiragliato a Parigi.
Esisteva ugualmente un'altra sede generale a Rouen ed alcune sedi particolari sulle coste (circa una cinquantina). Questi tribunali avevano giurisdizione sulla pesca, sulla corsa, sui delitti e sui reati commessi nei porti, ecc. La giurisdizione dell'Ammiraglio di Francia si esercitava come tribunale di prima istanza sia nel diritto penale che in quello civile e nell'appello delle sentenze emesse in cause civili dagli ammiragliati locali. Essa inoltre si esprimeva sulla validità delle prede conquistate dai corsari.
L'ammiragliato di Francia fu soppresso dal cardinale Richelieu, che era Gran Maestro della Navigazione, carica appena creata, e che voleva riassumere in sé il potere navale.
Luigi XIV ristabilì la carica il 12 novembre 1669, ma come carica onorifica e lucrativa: il nuovo titolare Luigi di Borbone, conte di Vermandois aveva allora due anni. Suo fratellastro, Luigi Alessandro di Borbone, conte di Tolosa gli succedette nel 1683 e s'interessò alla carica(andando, ad esempio, a dirigere il consiglio polisinodico della Marina). Nel 1693 egli riunì l'ammiragliato di Bretagna, ancora indipendente, in quello di Francia. Dopo la morte del conte di Tolosa, avvenuta nel 1737, il figlio, Luigi Giovanni Maria di Borbone, Duca di Penthièvre, divenne titolare della carica fino alla sua nuova soppressione, avvenuta il 15 maggio 1791.
Nella seconda metà del XVIII secolo gli ammiragliati passarono direttamente sotto il controllo del Segretario di Stato per la Marina e le Colonie.

## Epoca contemporanea
Dopo la sua dissoluzione per decreto dell'Assemblea nazionale costituente del 22 aprile 1791, la dignità di Ammiraglio di Francia fu ristabilita con decreto imperiale del 13 pluviale anno XIII e con ordinanza del 18 maggio 1814, per poi venire nuovamente soppressa e ristabilita più volte. L'ultimo ammiraglio di Francia nominato fu Tréhouart (1798-1873), il 20 febbraio 1869.
Sotto il Primo Impero francese la dignità di "grand'ammiraglio di Francia" fu creata il 2 febbraio 1805 e ne fu gratificato Gioacchino Murat, ma la funzione era puramente onorifica e Murat non ebbe mai lacuna influenza sulla conduzione della flotta francese.
Un titolo simile fu conferito all'ammiraglio Darlan, con la denominazione di Ammiraglio della flotta. Se il nome è un po' folcloristico e non ha mai ottenuto una valenza ufficiale, esso corrispondeva per altro ad un ruolo navale di primo piano: Capo di Stato Maggiore Generale della Marina in tempo di pace, l'ammiraglio Darlan divenne Comandante in Capo delle forze navali francesi in tempo di guerra (decreto di fondazione sull'organizzazione della marina militare del 22 aprile 1927).
Ammiraglio di Francia è, ai nostri tempi, diventata una dignità di carica di gran valore, nonostante che non vi sia alcuno che ne sia attualmente investito.

## Elenco cronologico degli ammiragli di Francia
- Florent de Varenne : 1270, ammiraglio creato da Luigi IX di Francia, primo ammiraglio di Francia conosciuto.
- Aubert II de Longueval, morto in un combattimento navale nel 1283 davanti alle coste del regno d'Aragona
- Othon de Torcy : 1296-1297
- Mathieu IV le Grand de Montmorency : 1297-1304
- Ranieri I di Monaco : 1304-1314
- Hugues Quiéret : 1335
- Antonio Doria : 1339
- Luigi de la Cerda, conte di Talmont: 1341, Principe delle Canarie
- Carlo I di Monaco, signore di Monaco: 1342
- Pierre Flotte de Revel : 1345-1347
- Jean de Nanteuil : 1347-1356
- carica vacante : 1356-1359
- Enguerran de Mentenay : 1359
- Jean « Baudran » de la Heuse : 1359-1368.Cavaliere, signore di Bellencombre, Alta-Normandia.
- François de Perilleux: 1368-1369
- Aimerico VI, Visconte di Narbona: 1369-1373
- Jean de Vienne : 1373-1396
- Renaud de Trie, signore di Serifontaine: 1396-1405
- Pierre de Bréban, dit Clignet : 1405-1408
- Giacomo I di Châtillon, sire di Dampierre : 1408-1415
- Robert de Bracquemont, detto Robinet : 1417-1418
- Jeannet de Poix ou de Tyrel : 1418
- Charles de Recourt, visconte di Beauvoir : 1418-1419
- Georges de Beauvoir de Chastellux : 1420
- Louis de Culant, signore di Culant e di Châteauneuf : 1421-1437
- Edouard de Courtenay* : 1439-14.. (nominato da Enrico IV)
- André de Lohéac : 1437-1439
- Prigent VII de Coëtivy, signore di Rais : 1439-1450
- Jean V de Bueil : 1450-1461
- Jean de Montauban : 1461-1466
- Louis de Bourbon, conte del Rossiglione : 1466-1486, figlio illegittimo di Carlo I di Borbone
- Louis Malet de Graville : 1486-1508
- Carlo II d'Amboise : 1508-1511
- Louis Malet de Graville: nuovamente 1511-1516
- Louis de la Trémoille, visconte di Thouars, principe di Talmont: 1517
- Guillaume Gouffier de Bonnivet: 1517-1525
- Philippe de Chabot, conte di Brion, conte di Charny : 1525-1543
- Claude d'Annebault, barone di Retz e de La Hunaudaye :1543-1547
- Antoine de Noailles : 1547-1552
- Gaspard II de Coligny : 1552-1572
- Onorato II di Savoia-Villars: 1572-1578
- Charles de Lorraine, duca di Mayenne : 1578-1582
- Anne de Batarnay de Joyeuse, barone d'Arques, duca di Joyeuse : 1582-1587
- Jean Louis de Nogaret de La Valette, duca d'Epernon : 1587-1589
- Antoine de Brichanteau, marchese di Nangis : 1589-1590
- Bernard de Nogaret : 1589-1592
- Carlo di Gontaut-Biron : 1592-1594
- André de Brancas, signore di Villars : 1594-1595
- Charles de Montmorency-Damville, duca di Damville : 1596-1612
- Enrico II di Montmorency : 1612-1626

Carica sostituita tra il 1627 e il 1669 con quella di Grand maestro della navigazione
- Luigi di Borbone, conte di Vermandois: 1669-1683
- Luigi Alessandro di Borbone, conte di Tolosa: 1683-1737
- Luigi Giovanni Maria di Borbone, duca di Penthièvre: 1737-1791
- Charles Henri d'Estaing : 1792
- Gioacchino Murat : 1805-1814
- Luigi Antonio di Borbone-Francia, duca d'Angoulême : 1814-1830
- Victor Duperré : 1830
- Laurent Truguet :1831
- Albin-Reine Roussin : 1840
- Ange-René-Armand de Mackau : 1847
- Charles Baudin : 1854
- Ferdinand-Alphonse Hamelin : 1854
- Alexandre Ferdinand Parseval-Deschênes : 1854
- Armand Joseph Bruat : 1855
- Joseph Romain-Desfossés : 1860
- Charles Rigault de Genouilly : 1864
- Léonard Victor Charner : 1864
- François Thomas Tréhouart : 1869